# Observatori de Heidelberg-Königstuhl

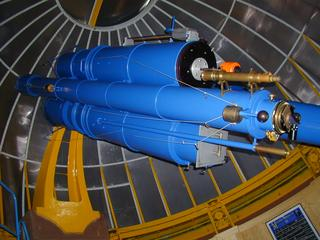
El Telescopi Bruce del Obsrevatorio de Heidelberg-Königstuhl

L'Observatori de Heidelberg-Königstuhl (en alemany: Landessternwarte Heidelberg-Königstuhl o LSW) és un observatori astronòmic situat al cim de la muntanya Königstuhl a la serra d'Odenwald, prop de la ciutat alemanya de Heidelberg, a l'estat federat de Baden-Württemberg, Alemanya, inaugurat en 1898.
Figura en la Llista de codis d'observatoris del Minor Planet Center amb el codi 024.

## Història
El predecessor de l'observatori actual va ser obert en 1774 a la propera ciutat de Mannheim, però la degradació de les condicions d'observació van forçar el trasllat del mateix, primerament a la ciutat de Karlsruhe en 1880 i definitivament a la muntanya de Königstuhl en 1898 sent solemnement inaugurat pel Frederic I de Baden el 20 de juny de 1898.
Inicialment l'observatori es dividia en dos departaments, un d'astrometria dirigit per Karl Wilhelm Valentiner, director de l'observatori quan encara estava situat en Mannheim i qui va iniciar el procés de trasllat a una nova seu, i un altre d'astrofísica dirigit per Max Wolf qui després de la retirada de Valentiner en 1909 es va convertir en el nou director de l'observatori, unificant tots dos departaments.
Wolf va millorar la astrofotografia i va descobrir per mitjans fotogràfics alguns estels i la nebulosa Amèrica del Nord.
La principal activitat de l'observatori ha estat la recerca de les nebuloses i la cerca d'asteroides. Tant Wolf com altres astrònoms que han treballat en l'observatori, entre els qui destaca Karl Wilhelm Reinmuth, han descobert més de 800 asteroides incloent-hi l'asteroide troià: (588) Aquil·les.
En 2005 l'observatori va passar a dependre de la Universitat de Heidelberg i forma part del Centre d'Astronomia de la citada universitat (ZAH: Zentrum für Astronomie Heidelberg) juntament amb l'Institut d'Astrofísica Teòrica, (ITA: Institut für Theoretische Astrophysik), i l'Institut de Càlcul Astronòmic, (ARI: Astronomischen Rechen-Institut). L'Institut Max Planck d'Astronomia també té obert un centre al mateix lloc des del 1967.
Actualment l'observatori treballa en el camp de l'astrofísica extragalàctica teòrica. També col·labora amb l'Agència Espacial Europea (ESA), el projecte franco-germano-espanyol de l'Institut de Radioastronomía Mil·limètrica (IRAM), l'Observatori Europeu Austral (ESO), la NASA i en el Gran Telescopi Binocular (Large Binocular Telescope).

## Instrumentació
Entre els instruments de l'observatori destaca el Telescopi Bruce, un astrògraf compost d'un doble telescopi refractor de 40 cm de diàmetre i distància focal de 2 metres. Mentre l'observatori estava encara en construcció, Max Wolf va rebre una donació de 10.000 dòlars de la filantropa estatunidenca Catherine Wolfe Bruce per a l'adquisició d'aquest instrument que durant molts anys va ser el principal de l'observatori.